# Santuario di Santa Maria della Palomba
Il santuario di Santa Maria della Palomba è un edificio di culto situato nei pressi della città di Matera.

## Descrizione
Sorta su uno sperone che costeggia la Gravina di Matera, fu edificata nel 1580 su un preesistente nucleo rupestre, la cripta di Santa Maria della Palomba. L'appellativo è dovuto a una colomba, rappresentazione dello Spirito Santo, scolpita sul portale.
Al centro della facciata, in stile romanico, vi è un rosone sormontato da una nicchia con al suo interno la statua di san Michele Arcangelo, e sull'architrave del portale vi è la raffigurazione in tufo della Sacra Famiglia, realizzata da Giulio Persio. In posizione laterale vi è un campanile a vela.
All'interno, la pianta è a navata unica con volta a botte, con cappelle ricche di affreschi e statue su entrambi i lati. Dietro l'altare spicca un affresco della Madonna Odigitria risalente al XIII-XIV secolo. Dal presbiterio si accede alla chiesa rupestre interamente scavata nel tufo.